# 923-as busz (Pécs)
A pécsi 923-as jelzésű autóbusz egy éjszakai autóbuszvonal volt, a járatok a Donátus - MTA-székház - Kórház tér - Főpályaudvar útvonalon közlekedtek. Ellenkező irányban a 913-as járat közlekedett.

## Útvonala
A járatok útvonala:
| Donátus - Főpályaudvar: |
| --- |
| - Donátus - Lepke dűlő - Gólya dűlő - Donátusi út - Angster József utca - MTA-székház - Jurisics Miklós utca - Szőlőskert - Damjanich utca - Barbakán - Kórház tér - Zsolnay-szobor - Főpályaudvar |

## Hasznos linkek
- Az PK Zrt. hivatalos oldala
- Menetrend
- Megnézheti, hol tartanak a 923-as buszok